# Zhou Enlai

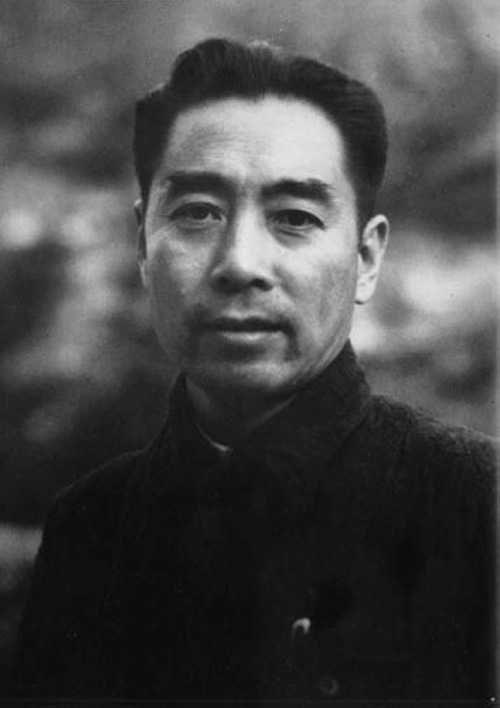
Zhou Enlai

Zhou Enlai, auch Tschu En Lai oder nach Stange Tschou En-lai (chinesisch 周恩來 / 周恩来, Pinyin Zhōu Ēnlái, W.-G. Chou Ên-lai; * 5. März 1898 in Huai’an, Provinz Jiangsu; † 8. Januar 1976 in Peking) war ein wichtiger Führer der Kommunistischen Partei Chinas, langjähriger Mitstreiter von Mao Zedong und der Premierminister der Volksrepublik China von 1949 bis zu seinem Tod.

## Kindheit und Jugend
Zhou Enlai wurde in Huai’an, Provinz Jiangsu, als Sohn in eine großbürgerliche Familie geboren. Die ersten Lebensjahre verbrachte er bei seinem Großvater Zhou, einem ehemaligen hohen Staatsbeamten der Mandschu-Dynastie, der auch Bürgermeister von Huai’an war und von dem er eine klassische Ausbildung erhielt. Im Alter von etwa zehn Jahren übertrug die Familie seine Erziehung einem Onkel in Shenyang, wo er dann eine moderne Grundschule besuchte.
Von 1913 bis 1917 ging Zhou Enlai auf die von amerikanischen Missionaren geleitete Nankai-Mittelschule in Tianjin, wo er bald in der Schülerbewegung eine führende Rolle spielte und an revolutionäres Gedankengut kam.

## Studium und Auslandsaufenthalte

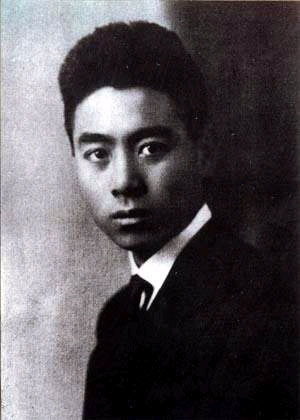
Zhou Enlai, 1917

Im Jahr 1917 ging Zhou Enlai nach Japan und studierte ein Jahr lang Japanisch an der Waseda-Universität, dann wechselte er an die Universität Kyōto.
1919 kehrte er nach China zurück und schrieb sich an der Nankai-Universität in Tianjin ein, wurde aber aus politischen Gründen verhaftet. Wieder freigelassen machte er im folgenden Jahr zusammen mit 1.500 anderen jungen Chinesen von der Möglichkeit zu einem Werkstudium in Frankreich Gebrauch. Zhou war von seiner wohlhabenden Familie mit genügend Geld ausgestattet, um Reisen nach England, Belgien und Deutschland durchzuführen, wo er teilweise auch studierte. In Deutschland hielt er sich in Berlin und Göttingen auf. Im Jahr 1921 trat Zhou der Kommunistischen Partei Chinas bei und kehrte 1924 nach China zurück, wo in der Zwischenzeit die Einheitsfront zwischen der KPCh und der Kuomintang gebildet worden war. Zhou bekleidete in den Institutionen beider Parteien gleichzeitig wichtige Ämter; u. a. war er Vorsitzender des politischen Ausschusses der Whampoa-Militärakademie.
1925 heiratete er in Tianjin Deng Yingchao, eine Führerin der Studentenorganisation. Sie wurde später zu einer wichtigen Führerin der Kommunistischen Partei Chinas. Das Paar hatte keine Kinder, aber sie adoptierten viele Waisenkinder von „Märtyrern der Revolution“. Eines dieser Kinder war der spätere Premierminister Li Peng.

## Politische Karriere

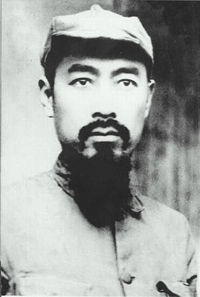
Zhou Enlai, 1940

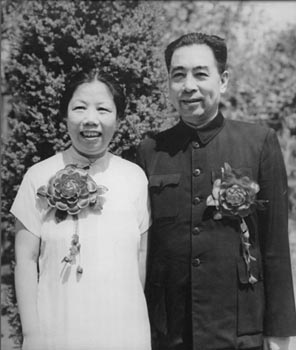
Zhou Enlai mit seiner Frau Deng Yingchao, 1954

Zhou wurde während der Bewegung des vierten Mai 1919 landesweit berühmt. Er führte einen Angriff auf ein Büro der Regierung während der Studentenproteste gegen die Verträge von Versailles an. Im Jahre 1920 zog er nach Frankreich, dort war er bei revolutionären chinesischen Studenten aktiv, trat 1921 der Französischen Kommunistischen Partei (PCF) bei und bereiste Europa.
Als Zhou nach China zurückgekehrt war, begann er 1926 als Vorsitzender des politischen Ausschusses in der Whampoa-Militärakademie zu arbeiten. Die Militärakademie wurde von den Kommunisten und Nationalisten gemeinsam gegründet. Die Kommunisten installierten Zhou als Ausgleich gegen den Nationalismus von Chiang Kai-shek.
Nach dem Beginn der Nordexpedition der Kuomintang arbeitete Zhou als Arbeiteragitator. Im Jahre 1926 organisierte Zhou einen Generalstreik in Shanghai und öffnete die Stadt für die Kuomintang. Nach dem Bruch der Kommunisten mit der Kuomintang gelang es Zhou, vor dem weißen Terror zu fliehen. Er schaffte es, sich in die Provinz Jiangxi, die Hochburg der Kommunisten, durchzuschlagen. Dort bewegte sich Zhou weg von dem orthodoxen, auf die Städte konzentrierten Kommunismus hin zur maoistischen Ideologie der Revolution auf dem Land. Hier wurde Zhou zu einem der wichtigsten Führer der Kommunistischen Partei. Dieser Übergang endete mit dem Beginn des Langen Marsches. Im Januar des Jahres 1935 half Zhou Mao bei der Bekämpfung der 28 Bolschewiken.
In den Jahren, als die Kommunistische Partei ihre Basis in Yan’an hatte, kämpfte Zhou für eine vereinigte Front gegen Japan. So spielte Zhou eine wichtige Rolle im Zwischenfall von Xi’an. Er verhandelte im chinesischen Bürgerkrieg mit den Nationalisten. Während des Chinesisch-japanischen Krieges war Zhou Botschafter bei der Kuomintang in deren Übergangshauptstadt Chongqing. Er nahm auch an den gescheiterten Verhandlungen nach Ende des Zweiten Weltkriegs teil.
Im Jahre 1949, nach der Errichtung der Volksrepublik China, war Zhou Premierminister und Außenminister. Im Juni 1953 verkündete er die Fünf Deklarationen für Frieden. Er war Vorsitzender der kommunistischen chinesischen Delegation bei der Genfer Konferenz von 1954 und der Bandung-Konferenz 1955. Bei einem ihm geltenden Flugzeugattentat durch die Kuomintang kam am 1. April 1955 der österreichische Arzt und Schriftsteller Fritz Jensen ums Leben. Im Jahr 1958 gab Zhou den Posten des Außenministers an Chen Yi ab, blieb aber Premierminister. Außerdem war er von 1954 bis 1976 Vorsitzender der Politischen Konsultativkonferenz des chinesischen Volkes. Er war ein populärer Politiker und behielt seine Ämter auch während des Großen Sprunges nach vorn und der Kulturrevolution.

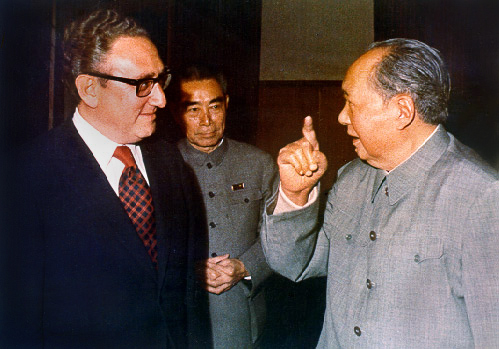
Kissinger, Zhou Enlai (hinten) und Mao in den frühen 1970er, Peking

Zhou war Mao gegenüber stets loyal und genoss auch während der Kulturrevolution das Vertrauen Maos. Zhou war dafür zuständig, dass die Wirtschaft und damit die Lebensgrundlage des Volkes möglichst störungsfrei weiterlief. Seine Loyalität zu Mao hatte ihren Grund auch in seiner tiefen Sorge, dass China wieder auseinanderfallen und im Krieg versinken könnte.
Am Ende seines Lebens fasste Zhou seine Sorge um die Zukunft und innere Einigkeit Chinas in einem pessimistischen Vermächtnis ab, das er unter den höheren Funktionären in Umlauf brachte: „Unsere Generation hatte noch nie ruhige Tage. Würden wir sorglos schlafen gehen, würden unser Volk und unsere Partei auseinanderfallen, und Millionen Köpfe müßten rollen.“
Zhou ermöglichte die Aufnahme von Beziehungen mit dem Westen in den 1970er Jahren. Er begrüßte im Februar 1972 den amerikanischen Präsidenten Richard Nixon zu seinem Besuch in China und unterzeichnete mit ihm das Shanghai-Kommuniqué.
Bei Zhou wurde erstmals im November 1972 Blasenkrebs diagnostiziert. Das Ärzteteam berichtete, dass er bei sofortiger Behandlung eine 80- bis 90-prozentige Heilungschance hätte, aber die medizinische Behandlung für die höchsten Parteimitglieder musste von Mao genehmigt werden. Mao befahl, dass Zhou und seine Frau nicht von der Diagnose erfahren sollten, keine Operation sollte durchgeführt werden und keine weiteren Untersuchungen sollten erfolgen. Im Jahr darauf hatte Zhou erhebliche Blutungen im Urin. Nach Druck von anderen chinesischen Führern, die von Zhous Zustand erfahren hatten, ordnete Mao schließlich im Juni 1974 eine chirurgische Behandlung an, jedoch hatten sich bereits Metastasen in anderen Organen gebildet.
Daraufhin gab er viele seiner Funktionen an Deng Xiaoping ab. Am 8. Januar 1976 starb Zhou im Alter von 77 Jahren – einige Monate vor Mao Zedong. Im April 1976, einen Tag vor dem chinesischen Totengedenktag, wurden Kränze und Blumen zum Gedenken an Zhou von der Polizei entfernt, was allgemein als Tian’anmen-Zwischenfall bezeichnet wird.
Nachfolger von Zhou Enlai wurde Hua Guofeng.

## Schriften
- Zhou Enlai, Ausgewählte Schriften. Band I. Verlag für fremdsprachige Literatur, Beijing 1981.
- Tschou En-lai, Reden und Schriften 1949–1976. Verlag Rote Fahne, Köln 1976, ISBN 3-8106-0024-5.